# Hanna Hutsalenko
Hanna Hutsalenko –en ucraniano, Ганна Гуцаленко– (29 de diciembre de 1987) es una deportista ucraniana que compitió en remo. Ganó una medalla de bronce en el Campeonato Europeo de Remo de 2011, en la prueba de ocho con timonel.

## Palmarés internacional
| Campeonato Europeo | Campeonato Europeo | Campeonato Europeo | Campeonato Europeo |
| Año                | Lugar              | Medalla            | Prueba             |
| ------------------ | ------------------ | ------------------ | ------------------ |
| 2011               | Plovdiv (Bulgaria) | Medalla de bronce  | Ocho con timonel   |